# Cleidogona maculata
Cleidogona maculata är en mångfotingart som först beskrevs av Karl Wilhelm Verhoeff 1926.  Cleidogona maculata ingår i släktet Cleidogona och familjen Cleidogonidae. Inga underarter finns listade i Catalogue of Life.